# إليشع ليفي
إليشع ليفي (بالعبرية: אובידיו הובאן‏) (بالعبرية אלישע לוי) (ولد في 18 نوفمبر 1957) هو مدرب كرة قدم ولاعب كرة قدم سابق إسرائيلي يشغل حاليا منصب مدرب مكابي حيفا. درب ليفي اتحاد أبناء سخنين لموسمين في موسم 2006-2007 ارتقى بالفريق إلى الدرجة العليا وفي موسم 2007-2008 قاده إلى المرتبة الرابعة.